# Gonzalo Canal Ramírez

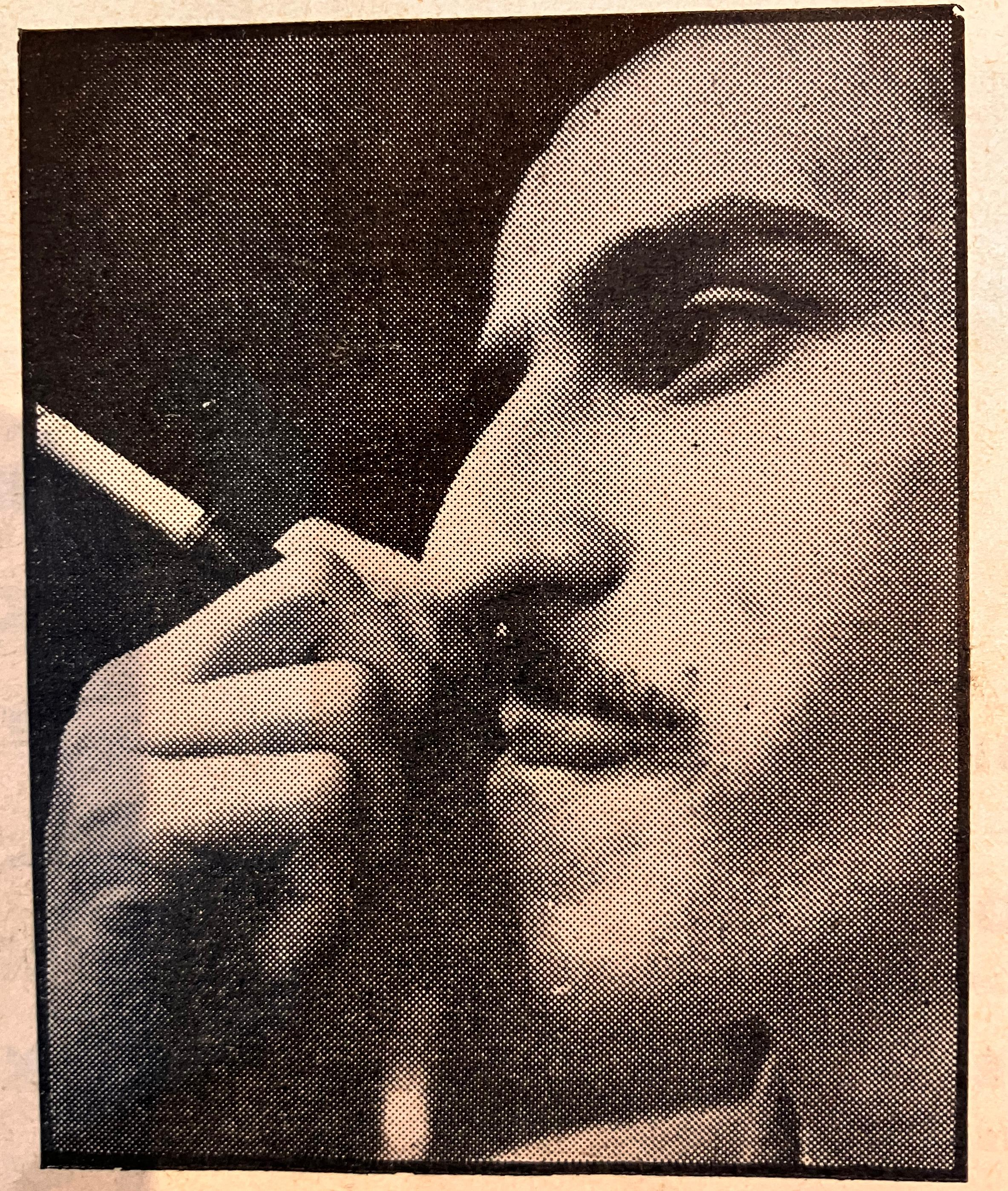
Gonzalo Canal Ramírez

Gonzalo Canal Ramírez (Gramalote, Norte de Santander, Colombia, 1916 - 1994) fue un editor, escritor, abogado y director del Centro Regional para el Fomento del Libro en América Latina y el Caribe entre 1978 y 1979. Publicó varias obras, entre ellas El robo de las aes y Ensayos: 9 de abril.

## Biografía
Hijo de Gonzalo Canal González y de María Oliveria Ramírez Peñaranda. Se casó con Isabel Mora Castaño con quien tuvo 11 hijos Leonardo, Gonzalo, Gustavo Adolfo, Marta, Tatiana, Alfredo, Andrés, Rafael, Felipe, Mauricio y Sergio. Fue abogado, egresado de la Pontificia Universidad Javeriana,  escritor y realizó estudios de filosofía en la Universidad Gregoriana de Roma en Italia, sociología en el Colegio de Altos Estudios de Buenos Aires y de artes gráficas en el Instituto Argentino de Artes Gráficas. Fue fundador de las editoriales Cahur, Antares, San Carlos Borromeo y Canal Ramírez. Además, fue consultor de la Unesco en Quito y embajador en la Unión Soviética.
Se dedicó gran parte de su vida a las artes gráficas aunque se involucró bastante en la escritura. Falleció en el año de 1994, se desconoce la causa del deceso.

## Editorial Antares
La Editorial Antares, ubicada en el barrio Bosque Izquierdo de Bogotá, fue fundada por Gonzalo Canal Ramírez. Dentro de las obras publicadas en esta editorial se incluyen:
- El 13 de junio en 33 números de ya. Bogotá, 1954.[5]
- POSADA, Jaime y Gonzalo CANAL RAMÍREZ, La crisis moral colombiana, Bogotá, 1955.[7]
- Homenaje a Don Marcelino Menéndez Pelayo en el primer centenario de su nacimiento / Tres estudios por Miguel Antonio Caro, Antonio Gómez Restrepo, José María Rivas Groot. Miguel Antonio Caro.  Bogotá Antares, 1956.[8]
- Muestras del diablo: Pedro Gómez Valderrama. Editorial Antares, 1958.[9]
- NIETO CABALLERO, Agustín, Crónicas de viaje, Bogotá, Editorial Antares, 1961.
- Rafael Caldera o Capacitación del ciudadano. Canal Ramirez, Gonzalo. Editorial: Antares, 1971.[10]

- El café. Enciclopedia del desarrollo colombiano, Vol III., 1974.
- Artes Gráficas. Canal Ramirez, Gonzalo - Chalarca, José. Enciclopedia del desarrollo colombiano, Vol III., 1974[11]
- López Michelsen, Alfonso, 1913-2007. Esbozos y atisbos. Bogotá : Canal Ramírez-Antares, 1980.[12]

## Obras
- Leonardo. Bogotá: Librería siglo XX, 1944.
- Nueve de abril. Bogotá: Litografía y Editorial Cahur, 1948.
- Función social de la propiedad; prospecto histórico, filosófico y jurídico. Bogotá: Antares, 1953.
- El estado cristiano y bolivariano del 13 de julio. Bogotá: Antares, 1955.
- Esta es una imprenta. Bogotá: Impr. Nacional de Colombia, 1966
- Artes gráficas. Bogotá: Canal Ramírez-Antares, 1973.
- Relatos para muchachos. Bogotá: C. Valencia Editores, 1982.
- El robo de las aes. Caracas: Banco del Libro, 1983.
- Envejecer no es deteriorarse. Bogotá: Canal Ramírez-Antares, 1980.
- Canas y arrugas, aleluia. Bogotá: Canal Ramírez-Antares, 1986.[5]
- Nicodemus. Bogotá. Editorial Canal Ramírez, 1968